# 威廉斯陨石坑

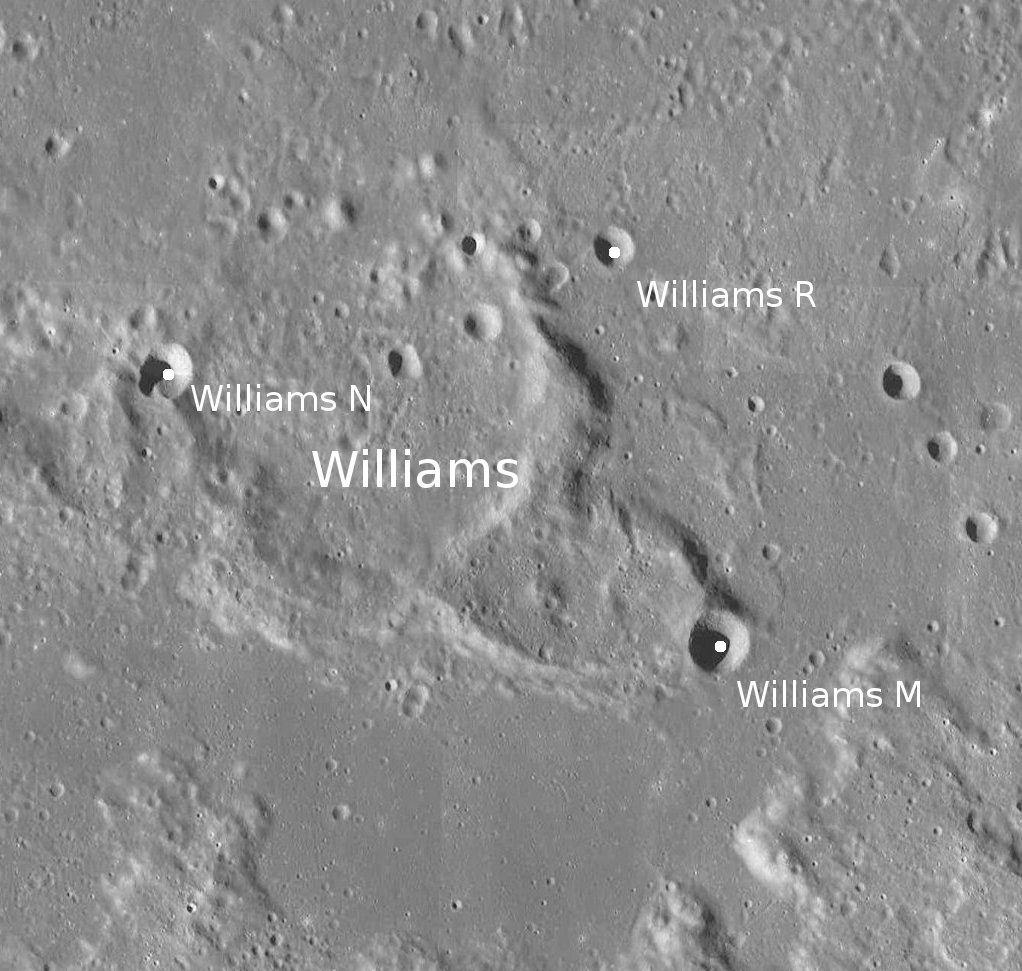
威廉斯陨石坑周边，月球勘测轨道飞行器拍摄。

威廉斯陨石坑（Williams）是位于月球正面赫拉克勒斯环形山南面的一座撞击坑残迹，形成年代不详。其名称由1898年德国月面学家约翰·内波穆克·克里格和德国物理学家卡尔·鲁道夫·凯尼格首次提出，以纪念英国律师业余天文学者亚瑟·斯坦利·威廉斯（Arthur Stanley Williams，1861年-1938年），1935年被国际天文学联合会正式接受。

## 描述
该陨坑坐落在梦湖的北侧边沿，北面和东北分别毗邻赫拉克勒斯环形山和阿特拉斯环形山，而残迹坑奥斯特陨石坑和年轻的刻普斯陨石坑位于它的东面，西南则横亘了略小的格罗夫陨石坑。该陨坑中心月面坐标为42°01′N 37°19′E / 42.02°N 37.31°E，直径36.36公里，深约2.13公里。
威廉斯陨石坑几乎已完全损毁并被玄武岩熔岩填没，只剩下一些低矮弯曲的残壁突出在月表之上。它的北侧及西北壁接近消失，其余部分则构成一不规则的马蹄形状，其中西侧边缘连接在一系列向西延伸的山脊上。该废墟坑的残壁最大高出周边地形990米，内部容积约为958.56立方千米。坑底表面极为平坦，除北部散布有一些小撞击坑外，几乎没有其它的地貌结构。

## 卫星陨石坑
按惯例，最靠近威廉斯陨石坑的卫星坑在月图上以字母标注在该坑中心点的旁边。

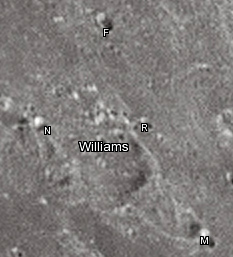
周边卫星坑图

| 威廉斯 | 纬度    | 经度    | 直径   |
| ------ | ------- | ------- | ------ |
| F      | 43.5° N | 38.2° E | 7 公里 |
| M      | 41.2° N | 38.8° E | 5 公里 |
| N      | 42.1° N | 36.3° E | 5 公里 |
| R      | 42.5° N | 38.3° E | 4 公里 |

## 另请参阅
- Andersson, L. E.; Whitaker, E. A. . NASA RP-1097. 1982.
- Blue, Jennifer. . USGS. July 25, 2007  [2007-08-05]. （原始内容存档于2013-02-13）.
- Bussey, B.; Spudis, P. . New York: Cambridge University Press. 2004. ISBN 978-0-521-81528-4.
- Cocks, Elijah E.; Cocks, Josiah C. . Tudor Publishers. 1995. ISBN 978-0-936389-27-1.
- McDowell, Jonathan. . Jonathan's Space Report. July 15, 2007  [2007-10-24]. （原始内容存档于2018-12-25）.
- Menzel, D. H.; Minnaert, M.; Levin, B.; Dollfus, A.; Bell, B. . Space Science Reviews. 1971, 12 (2): 136–186. Bibcode:1971SSRv...12..136M. doi:10.1007/BF00171763.
- Moore, Patrick. . Sterling Publishing Co. 2001. ISBN 978-0-304-35469-6.
- Price, Fred W. . Cambridge University Press. 1988. ISBN 978-0-521-33500-3.
- Rükl, Antonín. . Kalmbach Books. 1990. ISBN 978-0-913135-17-4.
- Webb, Rev. T. W.  6th revised. Dover. 1962. ISBN 978-0-486-20917-3.
- Whitaker, Ewen A. . Cambridge University Press. 1999. ISBN 978-0-521-62248-6.
- Wlasuk, Peter T. . Springer. 2000. ISBN 978-1-85233-193-1.